# Alfred Balachowsky

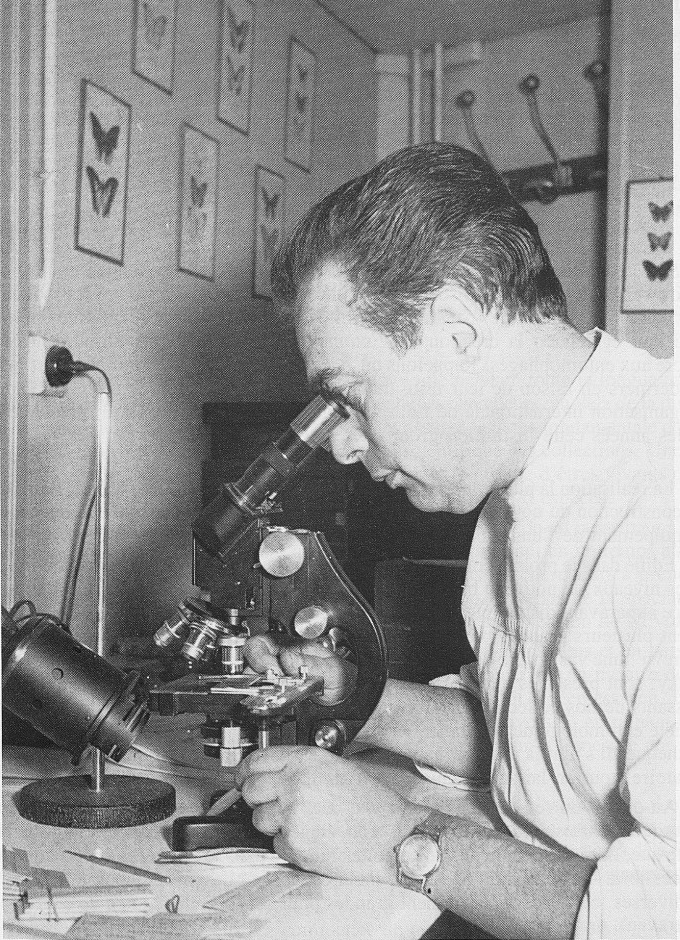
Alfred Balachowsky in seinem Labor

Alfred Serge Balachowsky (* 2. Augustjul. / 15. August 1901greg. in Korotscha, Russisches Kaiserreich; † 24. Dezember 1983 in Paris) war ein russisch-französischer Entomologe.

## Leben
Balachowsky war der Sohn eines russischen Großgrundbesitzers und einer Französin. Er verbrachte seine ersten Lebensjahre in der Nähe von Moskau. Schon früh begeisterte er sich für Insekten und sammelte sie. Nachdem sein Vater durch einen Jagdunfall ums Leben gekommen war, zog Balachowsky im Alter von zwölf Jahren nach Le Mans zu seiner Großmutter mütterlicherseits. Von 1921 bis 1923 besuchte er die École nationale supérieure agronomique de Rennes und arbeitete anschließend als Praktikant im Zoologielabor des algerischen Landwirtschaftsinstituts in Maison-Carrée. 1924 wurde er zum Assistenten am Insektarium des Versuchsgartens in Algier ernannt, wo er dank der Unterstützung der Botaniker Louis Charles Trabut und Paul de Peyerimhoff entomologische Felderfahrung sammelte. Balachowsky kehrte 1928 nach Frankreich zurück und wurde Arbeitsleiter an der entomologischen Station in Paris. 1930 wurde er Direktor der Station für landwirtschaftliche Zoologie und des Insektariums in Antibes sowie 1931 Laborleiter an der Zentralstation für landwirtschaftliche Zoologie in Versailles. Zu dieser Zeit war Paul Marchai sein Forschungsleiter.
1932 wurde Balachowsky mit der Dissertation Étude biologique des coccides du bassin occidental de la Méditerranée an der Universität von Paris zum Doktor der Naturwissenschaften promoviert und unterrichtete im Jahr darauf an der École nationale d’agriculture de Grignon. Bei Ausbruch des Zweiten Weltkriegs, arbeitete er im Zentrallabor für bakteriologische und serologische Forschungen der Armee im Krankenhaus Val-de-Grâce in Paris. Balachowsky wurde 1940 aus der Armee entlassen und trat aktiv in die Résistance ein. Er arbeitete für das Netzwerk Prosper des britischen Geheimdienstes Special Operations Executive (SOE). Nachdem das Widerstands-Netzwerk infiltriert und aufgeflogen war, wurde Balachowsky verhaftet und schließlich in das KZ Buchenwald deportiert. Am 1. Februar 1944 wurde er in das KZ Mittelbau-Dora verlegt und am 1. Mai desselben Jahres nach Buchenwald zurückgebracht, wo er an der Entwicklung eines Impfstoffs gegen Typhus arbeitete. Er unterstützte auch die verschiedenen Untergrundgruppen im Lager und baute ein Netz von Kontakten auf, die ihn mit Informationen der Lagerkommandanten versorgten. Zusammen mit Eugen Kogon war Balachowsky maßgeblich am Überleben mehrerer britischer SOE-Offiziere beteiligt, die zu einer Gruppe gehörten, die zur Hinrichtung nach Buchenwald deportiert wurde. Die meisten der Gruppe wurden dort ermordet, aber einige, vor allem Edward Yeo-Thomas, Harry Peulevé und der französische Agent Stéphane Hessel, entkamen dank der Hilfe von Balachowsky und seinen Mitarbeitern, die sie gegen die Leichen von Typhuskranken aus ihrer Testgruppe austauschten.
Nach seiner Freilassung 1945 führte Balachowsky auf Wunsch von André Malraux eine Informationsreise in Nordamerika über den Widerstand und die Deportation durch. Im Januar 1946 sagte er als Zeuge bei den Nürnberger Prozessen aus, wo er über die Menschenversuche in Buchenwald berichtete. Im selben Jahr gründete er die Abteilung für Pflanzenparasitologie am Institut Pasteur in Paris, wo er 1947 Abteilungsleiter wurde. 1962 übernahm er die Leitung des Lehrstuhls für Entomologie am Muséum national d’histoire naturelle. Bereits ein Jahr nach seiner Ernennung erreichte er, dass das Labor für tropische landwirtschaftliche Entomologie des Muséum national d’histoire naturelle seinem Labor angegliedert wurde, wo er die allgemeine und angewandte Entomologie miteinander verband. Balachowsky wurde 1967 in die Académie des sciences gewählt, ging 1974 in den Ruhestand und starb am Weihnachtsabend 1983, nachdem er die letzten Monate seines Lebens im Hôtel des Invalides in Paris verbracht hatte.
Balachowsky heiratete 1925 Emilie Morin, von der er sich 1956 scheiden ließ und anschließend Solange Guyot heiratete. Aus beiden Ehen gingen keine Kinder hervor.
Balachowsky veröffentlichte 300 Artikel oder Bücher, in denen er die grundlegende Entomologie mit der angewandten Entomologie verband. Er galt als Experte für Schildläuse, über die er u. a. das sechsbändige Werk Monographie des Cochenilles de France, d’Europe, du nord de l’Afrique et du bassin méditerranéen (1937–1953) verfasste, und untersuchte die Systematik anderer Insektenschädlinge wie der Borkenkäfer oder der Getreidewanzen. Er war maßgeblich an der Entwicklung der biologischen Insektenbekämpfung beteiligt. So gründete er die Organisation internationale de lutte biologique (Internationale Organisation für biologische Schädlingsbekämpfung, IOBL), deren Vorsitzender er ab 1956 war. Zuvor hatte er ein Übersichtswerk mit dem Titel La Lutte contre les Insectes: principes, méthodes, applications (1951) veröffentlicht. Nachdem er 1935 eine erste, fast zweitausend Seiten umfassende Abhandlung über Schadinsekten an Nutzpflanzen verfasst hatte, begann Balachowsky von 1962 bis 1972 mit der Arbeit an seinem Werk Traité d’entomologie appliquée à l’agriculture, das unvollendet blieb und von dem nur vier Bände erschienen sind.
Balachowsky trug dazu bei, dass die Insel Port-Cros 1963 zum Nationalpark erklärt wurde, und er sprach sich dafür aus, den Einsatz von Insektiziden auf den Rahmen einer integrierten Schädlingsbekämpfung zu beschränken. Er leistete pädagogische Arbeit, indem er seinen Unterricht im Muséum national d’histoire naturelle in den Postgraduiertenstudiengang integrierte, der ab 1964 an der wissenschaftlichen Fakultät der Universität von Paris angeboten wurde. Von 1970 bis 1987 fand durch Balachowskys Initiative ein technischer Studiengang für Entomologie und von 1968 bis 1998 die Dauerausstellung Die schönsten Insekten der Welt im Muséum national d’histoire naturelle statt.
1948 war Balachowsky Präsident der Société entomologique de France.